# Astronomska enota
Astronómska enòta (oznaka a. e. ({\displaystyle a_{0}}), mednarodna pa AU, au, a.u. ali A) je dolžinska enota, ki se najpogosteje uporablja v astronomiji in je približno enaka razdalji Zemlje od Sonca. Točna določitev enote mora upoštevati še dejstvo, da tir Zemlje okrog Sonca ni krožnica, ampak elipsa. Izvirno so astronomsko enoto določili kot glavno os Zemljinega tira, to je kot povprečno razdaljo Zemlje od Sonca. Za še večjo točnost je Mednarodna astronomska zveza (IAU) leta 1976 določila astronomsko enoto kot razdaljo od Sonca, na kateri bi imel brezmasen delec v nemotenem tiru obhodni čas 365,2568983 dni (ali Gaussovo leto). Mednarodni urad za uteži in mere (BIPM) predlaga oznako za astronomsko enoto ua.
Točna izmerjena vrednost je 149.597.870.691 ± 30 m. Od leta 2014 BIPM ponovno priznava definicijo astronomske enote IUA iz leta 2012 kot 149.597.870.700 m.
V času, ko so astronomsko enoto predstavili, je bila njena dejanska vrednost zelo slabo znana. Razdalje planetov izražene z a. e. se lahko določi iz heliocentrične geometrije in zakonov gibanja planetov. Navsezadnje so dejansko vrednost a. e. približno določili iz opazovanj paralakse in nedavno še točneje z radarjem. Medtem ko se sedaj pozna vrednost astronomske enote z veliko točnostjo, pa se ne pozna vrednosti za maso Sonca zaradi nezanesljivosti merjenj splošne gravitacijske konstante. Ker je gravitacijska konstanta znana na pet ali šest decimalk, lege planetov pa na 11 do 12 decimalk, je nemogoče izvesti preračun lege planetov v metričnem sestavu enot, ne da bi se izgubila točnost pri njihovi pretvorbi. Zaradi tega se račune v nebesni mehaniki izvede v Sončevih masah in astronomskih enotah namesto v kilogramih in kilometrih. Astronomska enota se rabi v glavnem kot priročna enota za merkenje razdalj znotraj Osončja in v drugih sorodnih zvezdnih sestavih. Je tudi temeljna komponenta pri definiciji druge astronomske dolžine parseka.

## Zgledi
- 366,547 a. e. - razdalja Proksime Kentavra od Sonca,
- 39,7 a. e. - razdalja Plutona od Sonca,
- 13,0 a. e. - razdalja Proksime Kentavra od α Kentavra,
- 6,4 a. e. - največja razdalja med Zemljo in Jupitrom,
- 5,2 a. e. - razdalja Jupitra od Sonca,
- 4,0 a. e. - najmanjša razdalja med Zemljo in Jupitrom,
- 2,57 a. e. - glavni premer Betelgeze,
- 1,523679 a. e. - velika polos Marsa,
- 0,0026 a. e. - razdalja Lune od Zemlje.

Nekaj približnih pretvorbenih množiteljev:
- 1 a. e. = 1,496 · 1018 Å = 149.600.000 km = 92.960.000 milj = 490.800.000.000 čevljev = 8,33 svetlobnih minut
- 1 sv. l. (svetlobno leto) = 63.241 a. e.
- 1 pc (parsek) ≈ 206.265 a. e.

## Meritve skozi zgodovino
Kako točno so astronomi in drugi merili astronomsko enoto prikazuje spodnja razpredelnica.
| {\displaystyle a_{0}}                        | π☉                  | čas                  | avtor                    | postopek                                                 |
| {\displaystyle [\cdot 10^{9}\;\mathrm {m} ]} |                     |                      |                          |                                                          |
| 3,7                                          | –                   | 265 pr. n. št.       | Aristarh                 | navidezno gibanje Lune                                   |
| 32,89                                        | 40"                 | okoli 249 pr. n. št. | Arhimed                  |                                                          |
| 0,7548 (?) 148,74                            |                     | okoli 230 pr. n. št. | Eratosten                | navidezno gibanje Lune (?)                               |
| 7,8                                          | 7'                  | 136 pr. n. št.       | Hiparh                   | Lunini mrki in navidezno gibanje Lune                    |
| 65                                           | –                   | 90 pr. n. št.        | Posidonij                | navidezno gibanje Lune                                   |
| 7,7                                          | 2′ 50″              | okoli 150            | Ptolemej                 |                                                          |
| 7,1                                          |                     | okoli 890            | Albatani                 |                                                          |
| 87,71                                        | 15"                 | okoli 1630           | Wendelin                 | Aristarhov postopek                                      |
| 93,8                                         | 14,02"              | 4. december 1639     | Horrocks                 | navidezni prehod Venere prek Sončeve ploskve             |
| 152,9750                                     | 8,6"                | 1659                 | Huygens                  |                                                          |
| 40                                           |                     | 1665                 | Riccioli                 | ocena paralakse Sonca                                    |
| neuspelo                                     |                     | 1671                 | Picard Richer            | Marsova deklinacija                                      |
| 109,8                                        |                     | 1672                 | Cassini I.               | paralaksa Marsa ob opoziciji                             |
| 138,48                                       | 9,5″                | 1672                 | Cassini I. Flamsteed     | Marsova deklinacija                                      |
|                                              |                     | 1716                 | Halley                   | postopek navideznega prehoda Venere prek Sončeve ploskve |
| 138,5 (129,2)                                |                     | 1752 (1751)          | de Lacaille              | Marsova deklinacija                                      |
| 153,165 592                                  |                     | 6. junij 1761        | Short                    | Halleyev postopek navideznega prehoda Venere             |
| 153,9 148,2                                  |                     | 3. junij 1769        |                          | navidezni prehod Venere prek Sončeve ploskve             |
| 152,9750                                     | 8,6"                | 1771                 | de Lalande               |                                                          |
| 152,500                                      |                     | 1825                 | Encke                    | statistično izračunan navidezni prehod Venere            |
| 149,50                                       |                     | 1862                 | Foucault                 | konstanta aberacije                                      |
| 146,83 147,32                                |                     | 1862                 | več odprav               | paralaksa Marsa ob opoziciji                             |
| 147,49                                       |                     | 1863                 | Hansen                   | paralaktična neenačba Lune                               |
| 147,00                                       |                     | 1863                 | Le Verrier               | Sončeve motnje Luninega gibanja                          |
| 148,990 153,5 ± 6,65                         |                     | 1864                 | Powalky                  | izračunan navidezni prehod Venere lege opazovališč       |
| neuspelo nazadovoljivo                       |                     | 9. december 1874     | Airy Gill                | navidezni prehod Venere prek Sončeve ploskve             |
| 149,84                                       |                     | 1877                 | Gill                     | paralaksa Marsa ob opoziciji                             |
| 149,50 ± 0,17                                |                     | 1879                 | Michelson Newcomb        | konstanta aberacije                                      |
| neuspelo 150,184 ± 0,686 148,179 ± 2,002     |                     | 6. december 1882     | Airy več odprav          | navidezni prehod Venere prek Sončeve ploskve             |
| bolje                                        |                     | 1889                 | Gill                     | paralaksa asteroidov Viktorija, Iris, Sapfo              |
| 149,670                                      | 8,7899″             | 1895                 | Newcomb                  |                                                          |
| 149,500 ± 0,050                              |                     | 1896                 | IAU, Pariz               |                                                          |
| 149,464                                      |                     | 1901                 | Gill                     | paralaksa asteroidov                                     |
| 149,397 ± 0,016                              | 8.807″              | 1901                 | Hinks                    | paralaksa asteroida Eros ob opoziciji                    |
|                                              |                     | 1912                 | S. S. Hug                | radialne hitrosti zvezd                                  |
| 149,413                                      |                     | 1924                 | Jones                    | paralaktična neenačba Lune                               |
| 149,447                                      |                     | 1927                 | de Sitter                | paralaktična neenačba Lune                               |
| 149,462 ± 0,060                              |                     | 1928                 | Jones                    | zvezdni spektri                                          |
| 149,566 ± 0,034                              |                     | 1929                 | Jones                    | okultacije zvezd z Luno                                  |
| 149,668 ± 0,017                              |                     | 1931                 | Jones                    | paralaksa asteroida 433 Eros ob opoziciji                |
| 149,549 ± 0,221                              |                     | 1911- 1936           | KO Greenwich             | konstanta aberacije                                      |
| 149,453                                      |                     | 1938                 | de Sitter                |                                                          |
| 149,422 ± 0,119                              |                     | 1941                 | Adams                    | zvezdni spektri                                          |
| 149,668 4                                    | 8,790″              | 1941                 | Jones                    |                                                          |
| 149,670                                      |                     | 1948                 | Clemence                 |                                                          |
| 149,550 ± 0,014                              |                     | 1960                 |                          | Pioneer 5 na tiru Zemlja-Venera                          |
| 149,592 ± 0,006                              |                     | 1961                 |                          | radarski odboj na Veneri                                 |
| 149,674 ± 0,017                              |                     | 1964                 |                          |                                                          |
| 149,600                                      |                     | 1964                 | IAU, Hamburg             |                                                          |
| 149,598 000 ± 0,000 680                      |                     |                      |                          | radarski odboj na Veneri                                 |
| 149,597 870 ± 2                              |                     | 1976                 | IAU                      | definicija prek Gaussove gravitacijske konstante         |
| 149,597 870 660                              |                     | 1982                 | JPL DE200                |                                                          |
| 149,597 870 610                              |                     | 1992                 | IERS                     |                                                          |
| 149,597 870 691                              |                     | 1995                 | JPL DE403/DE405, EPM2000 |                                                          |
| 149,597 870 691(30)                          |                     |                      |                          |                                                          |
| 149,597 870 691(6)                           |                     | 2006                 | BIPM                     |                                                          |
| 149,597 870 700 ± 3                          |                     | 2009                 | Pitjeva Standish         |                                                          |
| 149,597 870 700                              | 8,794 143 [287 32]" | 2014                 | BIPM                     | definicija IAU iz 2012                                   |